# Нарп
Нарп (фр. Narp) — коммуна во Франции, находится в регионе Аквитания. Департамент — Атлантические Пиренеи. Входит в состав кантона Ортез и Тер-де-Гав и дю Сель. Округ коммуны — Олорон-Сент-Мари.
Код INSEE коммуны — 64414.

## География
Коммуна расположена приблизительно в 660 км к югу от Парижа, в 165 км южнее Бордо, в 39 км к западу от По.
На юго-западе коммуны протекает река Гав-д’Олорон.

### Климат
Климат тёплый океанический. Зима мягкая, средняя температура января — от +5°С до +13°С, температуры ниже −10 °C бывают редко. Снег выпадает около 15 дней в году с ноября по апрель. Максимальная температура летом порядка 20-30 °C, выше 35 °C бывает очень редко. Количество осадков высокое, порядка 1100 мм в год. Характерна безветренная погода, сильные ветры очень редки.

## Население
Население коммуны на 2010 год составляло 123 человека.
| 1962 | 1968 | 1975 | 1982 | 1990 | 1999 | 2010 |
| ---- | ---- | ---- | ---- | ---- | ---- | ---- |
| 147  | 129  | 138  | 120  | 117  | 114  | 123  |

## Администрация
| Период | Период | Фамилия                | Партия | Примечания |
| ------ | ------ | ---------------------- | ------ | ---------- |
| 1995   | 2001   | Жан-Мари Мирамон       |        |            |
| 2001   | 2014   | Жан-Жюль Бонказ-Лассер |        |            |
| 2014   | 2020   | Фернан Лагриль         |        |            |

## Экономика
В 2010 году среди 78 человек трудоспособного возраста (15-64 лет) 56 были экономически активными, 22 — неактивными (показатель активности — 71,8 %, в 1999 году было 76,8 %). Из 56 активных жителей работали 53 человека (29 мужчин и 24 женщины), безработных было 3 (3 мужчин и 0 женщин). Среди 22 неактивных 4 человека были учениками или студентами, 10 — пенсионерами, 8 были неактивными по другим причинам.

## Достопримечательности
- Церковь Св. Петра (XIX век)[4]